# Lips Bach
Lips (Philippus) Bach (¿1590?-1626) es el antepasado de una dinastía de organistas y de pintores de los duques de Sajonia-Meiningen (la rama de Meiningen) como Johann Ludwig Bach (1677-1741). 
Era hijo de Veit Bach y murió en Wolfsbehringen. 
Fue padre de Wendel Bach y tío de Johann Bach (1621-1686).